# Apoptoză
Apoptoza (din limba greacă: αποπτωσις, apo = departe și ptosis = cădere, termen referitor la "căderea frunzelor" toamna) este o formă a morții celulare programate, proces prin care celulele declanșează propria lor auto-distrugere ca răspuns la un anumit semnal. Apoptoza este o moarte celulară fiziologică, programată genetic, necesară pentru supraviețuirea organismelor pluricelulare, în echilibru constant cu proliferarea celulară. Termenul a fost propus în 1972 într-un articol publicat în British Journal of Cancer de către John F. Kerr de la Universitatea din Queensland (Australia) împreună cu Andrew H. Wyllie și Alastair R. Currie de la Universitatea din Aberdeen (Scoția), ca rezultat al observațiilor lor făcute în cursul studiilor efectuate asupra țesuturilor cu microscopul electronic. Fenomenul fusese deja remarcat în 1842 de cercetătorul german Carl Vogt; o descriere mai amănunțită aparține anatomistului englez Walther Flemming (1885). Hippocrate din Cos (460 - 377 î.Chr.) folosise deja termenul de apoptosis pentru a descrie "căderea oaselor" în procesul de descompunere a țesuturilor după moarte.
Apoptoza se deosebește de alte forme de moarte celulară programată, prin faptul că este caracterizată de prezența unui grup de enzime cu activitate proteolitică, așa numitele caspaze, care joacă un rol primordial în procesul de auto-distrugere. Acest proces poate fi provocat din exteriorul celulei (de ex. prin factori imunitari), sau din interior, în urma unei modificări a informației genetice.
Cercetările asupra apoptozei au căpătat o amploare spectaculară în ultimii douăzeci de ani. În afara importanței sale ca fenomen biologic, o desfășurare defectuoasă a apoptozei are o semnificație deosebită în patogeneza multor maladii. O activitate apoptozică excesivă poate cauza pierderi celulare, ca în unele boli neurodegenerative (de ex. boala Parkinson), în timp ce o apoptoză insuficientă poate implica o proliferare celulară necontrolată, mecanism ce stă la baza neoplasmelor (cancere).

## Apoptoza și necroza

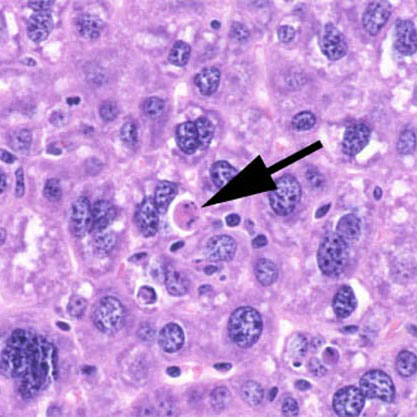
Apoptoză într-o celulă a unui ficat de șoarece

Spre deosebire de necroză, apoptoza reprezintă un proces activ al celulei, este o parte a propriului său metabolism ce comportă consum energetic, se desfășoară ca atare sub un control strict, în așa fel încât să nu producă daune țesutului din jur. Contrar necrozei, apoptoza nu provoacă reacții inflamatorii, membrana celulei respective nu este distrusă, celula emite semnale care provoacă fagogitarea ei de către globulele albe, în special de către macrofage.
În necroză se observă un fenomen de liză (dezagregare parțială sau totală) celulară, nucleul se distruge până la formarea unei amestec uniform al cromatinei cu citoplasma, membrana plasmatică se distruge rapid, citoplasma se revarsă în afară cu efect dăunător asupra celulelor înconjurătoare. Aceasta provoacă o reacție imunitară a organismului cu răspuns inflamator. Necroza este prin urmare un fenomen patologic.

## Rolul funcțional al apoptozei

### În morfogeneză

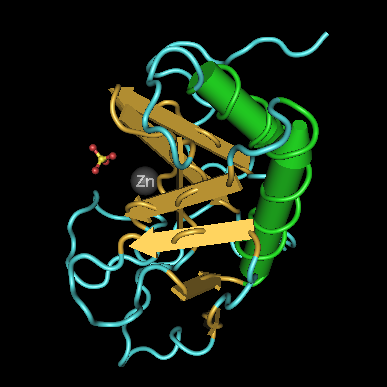
Structura Shh la Drosophila

Moartea celulară programată are un rol esențial în dezvoltarea țesuturilor, atât la animale cât și la plante. Cercetări efectuate asupra embrionului de găină, în special asupra dezvoltării tubului neural, au arătat cum proliferarea selectivă a celulelor combinată cu o apoptoză selectivă determină arhitectonica țesuturilor la animalele vertebrate în timpul dezvoltării. Astfel, celulele notocordului (coardei dorsale) produc o cantitate de molecule semnalizatoare denumite Sonic hedgehog homolog (Shh), care controlează formarea și diferențierea tubului neural. În absența acestei molecule Shh, sub influența captazei-3, procesul evoluează către o stare pro-aptoptoică, care inhibă proliferarea celulară.
La embrionul uman, dispariția apendicelui caudal, din care ar putea crește o coadă ca la alte mamifere, este datorată fenomenului de apoptoză. Foarte precoce în timpul embriogenezei, creierul trece printr-o primă fază apoptoică care îl remodelează. Neuronii realizează între ei legături sinaptice întâmplătoare și într-o fază succesivă, prin fenomene apoptoice, sunt eliminate acele sinapse care nu stabiliseră legături utile.
Astfel, așa cum ilustrează exemplele precedente, supraviețuirea tuturor celulelor din țesuturile organismelor multicelulare depinde de continua activitate a semnalelor provenite din ambianța extracelulară.

### În sistemul imunitar
Ca răspuns la apariția în organism a unui antigen străin, limfocitele B produc fiecare un anticorp particular, recombinând la întâmplare genele lor codificante de imunoglobuline - recombinări VDJ (variable diversifying joining). Limfocitele care produc anticorpi inactivi sau autoimuni sunt eliminate prin apoptoză. În cazul unei infecții virale, limfocitele T citotoxice produc molecule toxice pentru celulele infectate; ele sunt distruse prin apoptoză când infecția este combătută. Acest fenomen are loc, de exemplu, la persoanele infectate cu HIV (human immunodeficiency virus), însă în acest caz procesul o dată declanșat are efecte nefaste, pentru că limfocitele T4 distruse în mare cantitate nu mai pot secreta interleukinele necesare selecției și amplificării clonale.

### Ca răspuns lastresși daune ale ADN
În condiții de stres, carență de substanțe nutritive, sau în cazul unor daune ale ADN (acid desoxiribonucleic) datorită unor molecule toxice (de ex.: hidrocarburi policiclice) sau expunerii la radiații ionizante (raze gamma sau raze X), precum și în condiții de hipoxie, celulele afectate pot răspunde prin inițierea unui proces de apoptoză.

### În homeostaza celulară
Într-un organism adult, numărul de celule conținute de un organ în condiții normale rămâne constant (homeostază). Elementele figurate din sânge și celulele epiteliale ale țesuturilor de înveliș, de exemplu, sunt în mod permanent reînnoite. Această proliferare este compensată print-o constantă moarte celulară. Într-un organism uman mor zilnic cca. 50-70 miliarde de celule datorită proceselor apoptoice. În decursul unui an masa celulelor reînnoite echivalează greutatea întregului organism.
Homeostaza este menținută când amploarea mitozelor (diviziunilor celulare) dintr-un țesut este în echilibru cu moartea unui număr echivalent de celule. Dacă acest echilibru este tulburat pot avea loc două eventualități:
- Dacă celulele proliferează (se înmulțesc prin diviziune) în cantitate mult mai mare decât numărul celor ce mor, se dezvoltă o tumoră.
- Dacă numărul unor celule specifice diminuează într-o măsură mai mare decât reînnoirea lor prin proliferare, are loc o pierdere de celule în țesutul respectiv cu consecințe funcționale grave (de ex.: boli degenerative ca boala Parkinson, boala Alzheimer etc.).

### În diferențierea țesuturilor

#### Diferențierea intestinală
Celulele mucoasei intestinale sunt într-o reînnoire perpetuă (cu o durată de viață de câteva zile) și migrează din zona profundă a criptelor către vârful vilozităților intestinului subțire, unde asigură funcția de absorbție a substanțelor nutritive. Ulterior ele se detașează și declanșează un fenomen apoptoic particular, numit anoikis, datorită pierderii contactului celulă-celulă sau celulă-matrice extracelulară.

#### Dediferențierea mamară
Acinii glandelor mamare, după perioada de alăptare, în absența menținerii unui semnal de proliferare/diferențiere datorit prolactinei, se resorb și pierd - printr-un proces de apoptoză - un număr important de celule epiteliale.

## Cauze

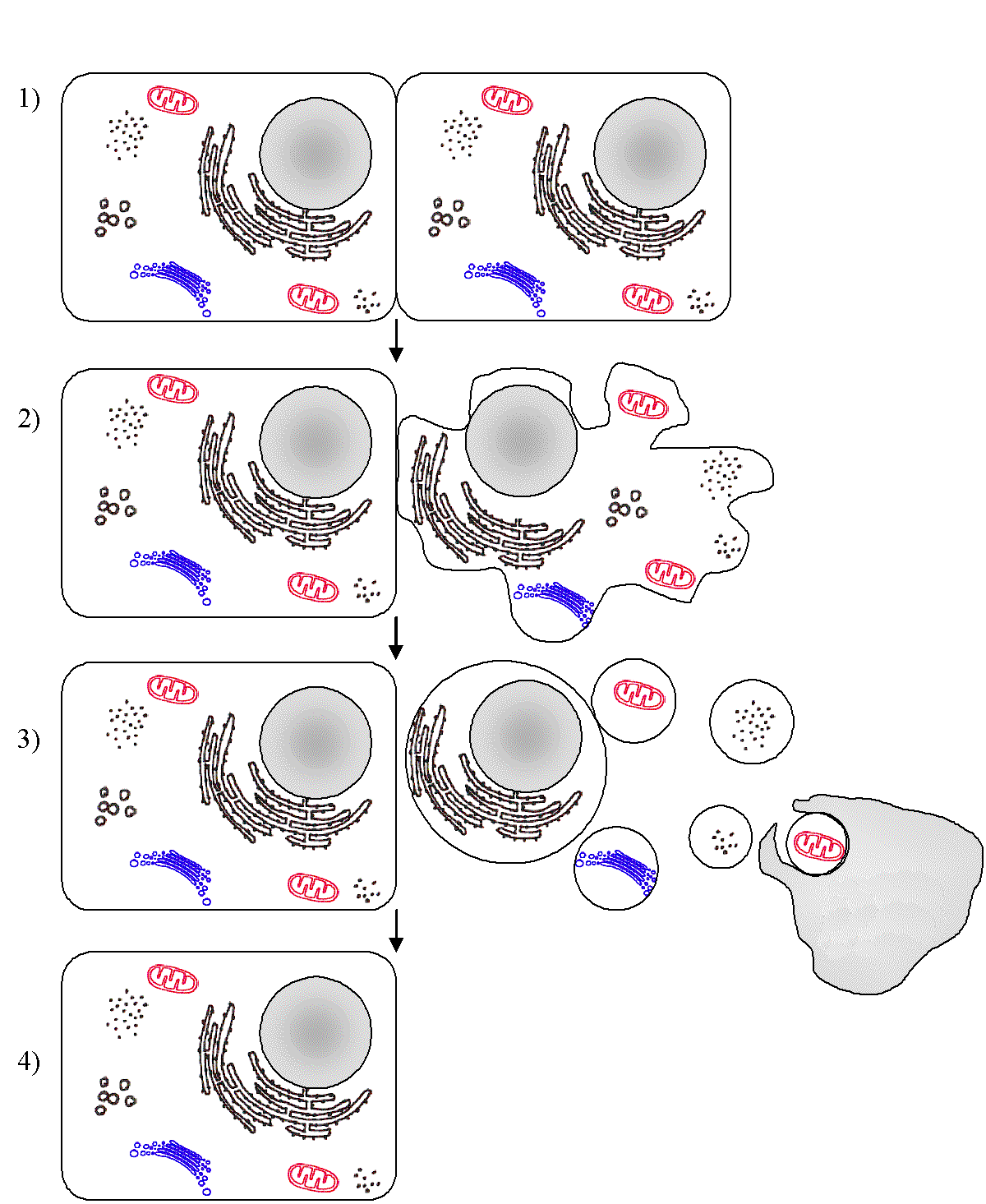
Reprezentare schematică a apoptozei declanșată în urma unor semnale emise de o celulă vecină. Celula în apoptoză transmite la rândul ei un semnal care stimulează celulele macrofage, aparținând sistemului imunitar, să inițieze procesul de fagocitoză

O celulă normală are în mod permanent nevoie să i se confirme utilitatea ei în organism prin acțiunea factorilor de creștere. Absența acestor semnale poate declanșa un proces apoptoic.
Semnalele emise în urma unor daune suferite de către ADN (de exemplu datorită unei iradiații cu raze X) sunt la rândul lor capabile să inițieze apoptoza unei celule potențial canceroase, care trebuie eliminată fără daune pentru restul țesutului adiacent.
Semnalele hormonale, în special ale glucocorticoizilor, pot provoca o apoptoză, care - în acest caz - reprezintă o verigă importantă în lanțul sistemului imunitar.
Când o celulă are dificultăți în structurarea unei proteine, fapt care duce la acumularea acestei proteine în reticulul endoplasmatic, ea poate intra în apoptoză.
Pierderea contactului între anumite celule sau între celulele respective și matricea lor extracelulară înconjurătoare antrenează într-o manieră foarte rapidă un proces apoptoic denumit anoikis.
Apotoza poate fi de asemenea cauzată prin degradarea telomerilor cromozomiali, poate fi însă la rândul ei inhibată prin enzime specifice zise telomeraze.

## Mecanismele citologice ale apoptozei

### Modificări morfologice
La o celulă în apoptoză se observă evidente modificări morfologice vizibile prin examenul microscopic:
- Celula devine sferică și pierde contactul cu celulele din vecinătate. Aceasta se datorește faptului că proteinele citoplasmatice sunt digerate de peptidaze, enzime specifice denumite captaze, care sunt activate în interiorul citoplasmei.
- Cromatina nucleară este degradată și condensată (la microscop nucleul apare heterocromatic, picnotic).
- Nucleolema devine discontinuă, iar moleculele de ADN sunt fragmentate (proces numit carioreză).
- Celula apoptoică este fagocitată sau se fragmentează în mai multe vezicole ("corpi apoptoici"), datorită unui proces denumit în engleză blebbing.

### Mecanismele moleculare ale apoptozei
Mecanismul apoptozei este controlat pe două căi principale de activare:
- O cale zisă extrinsecă, care implică receptori aparținând superfamiliei de receptori la TNF (Tumor Necrosis Factor).
- O cale intrinsecă în care sunt implicate mitocondriile. Această cale este controlată de proteinele aparținând superfamiliei Bcl-2 (B-cell lymphoma 2).

Aceste două căi conduc la activarea proteazelor conținând cisteină, denumite captaze, responsabile de fenomenele morfologice și biochimice observate în cursul apoptozei:
- expunerea fosfadidilserinei la suprafața membranei celulare;
- încetarea diviziunei celulare;
- fragmentarea nucleului și a citoschletului, antrenând formarea de "corpi apoptoici" care vor fi fagocitați de macrofage.

#### Calea extrinsecă
Mecanismul de activare a receptorului Fas (cunoscut și ca Apo-1 sau CD95) joacă un rol esențial în declanșarea procesului de moarte celulară. Semnalele emise de Fas (Apoptosis stimulating fragment) recrutează un complex alcătuit dintr-o moleculă adaptatoare FADD (Fas Associated Death Domain) și din procaspaza-8. Formarea acestui complex antrenează clivajul caspazei-8, produsă astfel sub forma sa dimerică activă, precum și cascada de activare secvențială a diverselor caspaze printre care caspaza-3. Aceste proteaze efectuează clivajul mai multor molecule proteice, printre care proteinele structurale și proteinele implicate în sistemele de reparație celulară. Există două căi de transducție a semnalelor Fas, depinzând de tipul celulei. În celulele de tip 1, de ex. timocitele, caspaza-8 activează în mod direct caspaza-3. În celule de tip 2, ca hepatocitele din ficat, caspaza-8 activează Bid, o proteină pro-apoptoică (BH3 interacting domain death agonist)provocând liberarea citocromului C. Asocierea dintre citocromul C și APAF1 (Apoptoic peptidase activating factor 1) activează caspaza-9 care, la rândul ei, activează caspaza-3.

#### Calea intrinsecă

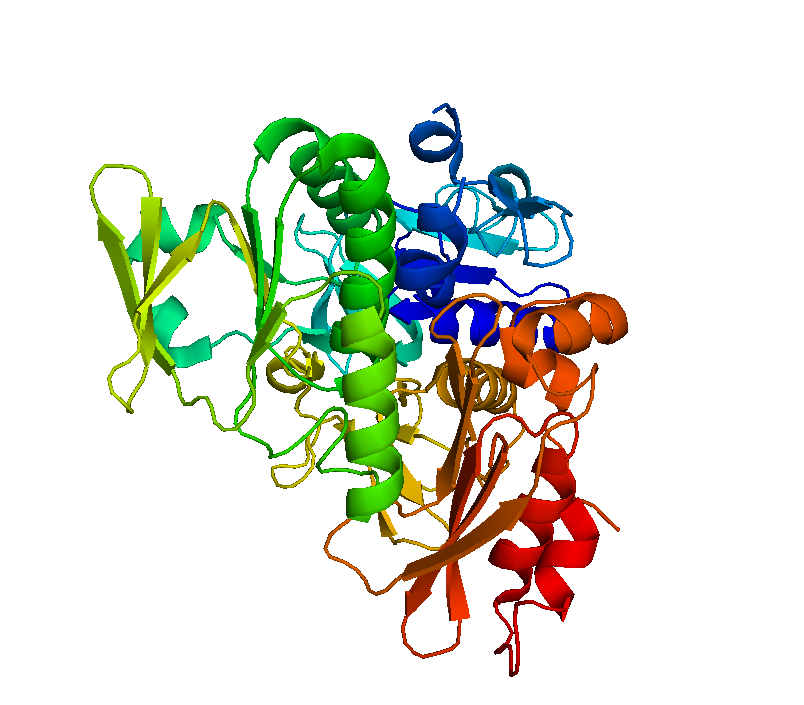
AIF Apoptosis inducing factor

Marea familie a proteinelor aparținând grupului Bcl-2 (B-cell lymphoma 2) joacă un rol major în reglarea apoptozei, în special prin modularea activității anumitor caspaze, mai ales a caspazei-9. Astfel, împiedicând liberarea de către mitocondrii a citocromului C, Bcl-2 și Bcl-XL inhibă formarea complexelor APAF1/citocrom C/caspază-9 necesar procesului de apoptoză. Mitocondriile joacă un rol-cheie în reglarea apoptozei. Într-adevăr, în faza efectoare a apoptozei se deschid porii de tranziție a permeabilității mitocondriilor. Acești pori sunt canale oligo-proteice constituite la nivelul membranei externe de către VDAC (Voltage Dependent Anion Channel), iar la membrana internă de către ANT (Adenine Nucleotid Translocator). În urma deschiderii acestor pori se eliberează moleculele pro-apoptoice, ca citocromul C, caspazele 2, 3 și 9 precum și "factorul de inducere a apoptozei" (Apoptosis Inducing Factor - AIF). AIF este una din moleculele pro-apoptoice liberate de mitocondrii, localizat în spațiul dintre membranele mitocondriale. Este vorba de o moleculă care posedă o dublă funcțiune: o enzimă, oxidoreductaza, și factorul pro-apoptoic. Pentru ca această ultimă activitate să devină posibilă, este necesară o redistribuție subcelulară: de la mitocondrie spre metabolismului energetic aerobic și de un stres oxidativ. În consecință, proteinele AIF, citocromul C, anumite pro-caspaze, endonucleaza G și alți factori sunt liberați în citosol, inițiind faza de degradare celulară.

#### Semnale biochimice de eliminare
Celula pe cale de degradare aflată în ultimul stadiu de apoptoză emite pe membarana citoplasmatică semnale eat me (tradus literal, mâncați-mă), semnale alcătuite din fosfatidilserină. În mod normal, fosfatidilserina, o fosfogliceridă, se găsește în stratul citosolic al membranei citoplasmatice, însă în timpul apoptozei este redistribuită pe suprafața extracelulară prin intermediul unei proteine ipotetice încă neizolată, denumită în mod arbitrar scramblase (în traducere aproximativă din engleză ca "enzimă care produce dezordine"). Fagocitele necrofage, de ex. macrofagele, au receptori specifici pentru fosfatidilserină. Eliminarea celulelor moarte este necesară pentru a preveni o reacție imflamatoare. Alți receptori prezenți pe macrofage sunt capabili să recunoască asialoglicoproteinele și vitronectina.
S-a constatat că factorul de creștere milk fat globule-EGF-factor 8 (MFG-E8) este legat de fosfatidilserina pe membrana celulelor apoptoice și ajută macrofagele în procesul de fagocitare a resturilor celulare. Macrofagele care conțin corpusculi Fleming (care apar în macrofagele ce au fagocitat alte celule) exprimă într-o manieră forte MFG-E8 pe propria membrană. Șoarecii lipsiți de MFG-E8 au o capacitate redusă de a fagocita celulele apoptoice, ceea ce duce la o creștere extremă a imunoglobulinelor IgG.

## Apoptoza în patologie

### Procese patologice induse prin blocarea apoptozei
Celulele canceroase reprezintă un exemplu de complexe celulare în care mecanismele apoptozei nu mai funcționează. Ele supraviețuiesc și se multiplică fără a mai fi influențate de transformările genetice survenite în cursul vieții celulei, în timp ce în mod normal ar fi trebuit să fie distruse prin apoptoză.
Anumiți agenți patogeni împiedică inducerea apoptozei, ca de exemplu HHV8 (virusul herpetic responsabil de dezvoltarea sarcomului Kaposi). În anumite boli neurodegenerative de tipul taupatiilor sunt implicate mecanismele apoptoice, rezultând o supraviețuire a proteinei tau patogenă, care se acumulează în mod anormal, până la moartea celulei nervoase. Acesta este cazul paraliziei supranucleare progresive, a bolii Alzheimer etc.

### Procese patologice datorite unei activări exagerate a apoptozei
Cercetări recente au arătat că dezvoltarea "sindromului de imunodeficiență dobândită" (SIDA) ar fi în legătură cu declanșarea unui proces de apoptoză "în lanț" a limfocitelor T responsabile de răspunsul imunitar (T CD-4) provocat de un comportament anormal al macrofagelor destinate eliminării virusului neutralizat de anticorpi, fapt care permite dezvoltarea maladiei și a infecțiilor oportunistice.
Un comportament intempestiv al macrofagelor ar fi implicat și în unele tipuri de reacții exacerbate ale organismului, ca în anumite alergii, în unele boli degenerative sau în anumite reacții la stres (de ex. extensia arsurilor).

## Apoptoza și senescența
Paralel cu maturarea totală a unui organism, se desfășoară și procesul îmbătrânirii, acesta reprezentând inexorabilul declin al capacității de menținere a homeostazei fiziologice. Îmbătrânirea reprezintă pierderea treptată a masei celulare dintr-un organism, prin apoptoza controlată genetic. O pierdere celulară prematură sau excesivă rezultă într-un proces patologic de îmbătrânire precoce (de ex.: Sindromul Werner sau Progeria adultorum), care duce la disfuncții de organe.
Senescența celulară este un fenomen prin care celulele diploide pierd capacitatea de a se divide. În culturi de țesuturi, numărul de diviziune al celulelor este în jur de 50, dar multe celule îmbătrânesc înainte de a atinge acest număr ("limita Hayflick"), deoarece ADN devine mutant și afectat de diferiți radicali.
Procesul normal de îmbătrânire evoluează teptat către senescență, stadiul final al îmbătrânirii, când celulele nu mai proliferează, ele devenind rezistente atât la impulsul spre diviziune , cât și la apoptoză.